# Teleportare cu găuri
Teleportare cu găuri este o metodă ipotetică de teleportare prin aruncarea obiectului material în afara Universului. Pentru că materia nu poate exista în afara universului, obiectul apare imediat în Universul real, într-un punct întîmplător.   Dacă locul dispariției și apariției obiectului nu coincid, această deplasare satisface definiția teleportării. Deplasarea are următoarele proprietăți:
- 1. Teleportarea obiectului la orice distanță nu cere energie, pentru că obiectul ar putea parcurge această distanță mișcându-se uniform și rectiliniu, din inerție. În consecință, obiectul poate apărea numai pe traiectoria sa uniform rectilinie.
- 2. Energie se cere doar pentru curbarea spațiu-timpului în așa mod încât poziția de start și de finiș să coincidă. În acest caz, toată energia cheltuită rămâne în poziția de start sub formă de explozie.
- 3. Raza de acțiune a teleportării este limitată de sfera Hubble (12 - 13 milliarde de ani lumină).[3]

Din punctul de vedere a mecanicii cuantice această deplasare poate fi explicată ca o transformare succesivă particulă - undă - particulă.  Corpul macroscopic destinat teleportării este localizat în spațiu (particulă). Dacă am putea să-i mărim lungimea de undă de Broglie până la infinit, dizolvându-l în spațiu, iar apoi să-l detectăm într-un punct întâmplător, obiectul ar dispărea dintr-un loc și ar apărea în altul, fără a exista în punctele intermediare dintre ele. Deci, un fenomen asemănător teleportării cu găuri există în mecanica cuantică ca o manifestare a dualismului undă-particulă. 

## Găuri în spațiu-timp
Fizica modernă presupune că la scară foarte mica, spațiu-timpul devine „spumos” (în engleză: quantum foam). Spațiu-timpul nu mai este neîntrerupt la scară foarte mică și e compus din "atomi" (celule) de spațiu-timp, ce sunt într-o stare de "fierbere", dispărînd și apărînd neîntrerupt. Dacă o celulă de spațiu-timp dispare, deci apare un loc vacant, o gaură, fară proprietățile spațiu-timpului, ce se închide cu viteza luminii de particulele și celulele înconjurătoare. Pentru că gaura se închide cu viteza luminii, timpul de viață a găurii este foarte mic, dar diferit de zero. Găurile în spațiu-timp pot fi niște "particule" reale, apariția cărora duce la "vibrații" la scară foarte mică.
Deci pentru crearea unei găuri în spațiu-timp, se anihilează spațiu-timpul în locul respectiv. Teoria de asemenea presupune, că gauri în spațiu-timp apar pe scurt timp la orice proces, unde particulele materiale se transformă (dispărand), de exemplu la anihilarea particulă-antiparticulă, dezintegrarea radioactivă a particulelor. 
Pentru a arunca corpul în afara Universului, se cere crearea unei suprafețe neîntrerupte din găuri în jurul corpului (de exemplu crearea unei sfere din găuri). După aceasta întrebăm unde se află corpul destinat teleportării. Înăuntrul sferei de găuri corpul nu se poate afla, pentru că materia nu poate exista în afara universului. Deci corpul se află deja într-un alt loc din Univers.

## Presa mondială despre teleportarea cu găuri
- Teleportation - Hypography - Science for everyone Arhivat în 4 decembrie 2008, la Wayback Machine. Deplasarea instantă a obiectelor ar fi o revoluție în știință. Dar e posibil oare așa ceva?
- Revista Chip News Ipoteza aceasta, deși este bazată pe idei științifice, are un punct slab - se presupune că se poate crea o suprafață neîntreruptă din găuri cuantice, ce fluctuează. Manipularea simultană cu un număr mare de nano-obiecte virtuale este o problemă aproape nerealizabilă, pentru că azi nici nu se cunosc proprietățile acestor găuri, chiar dacă ele ar exista.
- Comsomoliscaia pravda Prin teleportare spontană cu găuri se încearcă chiar să se explice misterioasele dispariții din triunghiul Bermudelor: întâi dispare legătura radio, pe urmă și avionul dispare de pe ecranul radarului. Asta deoarece avionul a nimerit treptat într-o gaură în spațiu-timp. Când va fi posibil acest tip de teleportare nimeni nu știe. Cercetătorii au ales o altă cale, cea a teleportării cuantice care deja funcționează!
- revista Membrana Arhivat în 2 iunie 2008, la Wayback Machine. - După părerea oamenilor de știință, această metodă de teleportare pentru om ar fi cea mai potrivită, pentru că corpul uman nu este distrus și recreat, păstrându-se astfel integritatea și structura organismului.
- Teleportation Scientist Stumbles On Coast To Coast AM - Părerea mea profesională este că teleportarea trebuie să rămână un secret național, asta până când se va hotărî ce este de făcut în această privință. Așa ceva Davis nu a cercetat și nici nu ar trebui să i se permită publicarea. Dacă o națiune ar poseda tehnologia teleportării, restul lumii poate doar să spere că acea națiune are intenții pașnice. E mai mult ca o bombă atomică. Aceasta face ca [orice] apărare națională de pe Pământ să fie lipsită de orice sens....  Vorbesc despre metodele de teleportare a obiectelor mari, nu a informației ca în teleportarea cuantică.
- Revista Planeta[nefuncțională]
 - Deja din primul an are loc o luptă înverșunată între suporterii teleportării cuantice și cei ai teleportării cu găuri.
- Revista Argumentî i Factî - Transportul instantaneu - la cea mai mare viteză. Teleportarea va schimba imaginea planetei noastre.
- American Journal of Modern Physics Arhivat în 4 martie 2016, la Wayback Machine. Găurile în spațiu-timp pot fi folosite pentru levitare și teleportare.